# Virus der equinen infektiösen Anämie
Das Virus der equinen infektiösen Anämie (wissenschaftlich Equine infectious anemia virus, EIA-Virus, EIAV) ist ein Retrovirus, das zu den Lentiviren gehört. Die durch dieses Virus bedingte Infektionskrankheit ist die Ansteckende Blutarmut der Einhufer (Equine infektiöse Anämie) und betrifft ausschließlich Tiere der Familie der Pferde (Equidae), also Pferde, Esel, Maultiere und Maulesel, Zebras usw. Das Krankheitsbild der Blutarmut der Pferde war schon den Veterinären im 19. Jahrhundert bekannt. Schon im Jahr 1904 gelang der Nachweis, dass es sich dabei um eine nicht-bakteriell bedingte Infektionskrankheit handelt. Es dauerte jedoch noch viele Jahrzehnte, bis die Natur des infektiösen Agens geklärt werden konnte.

## Eigenschaften
Das EIA-Virus ist ein behülltes, einsträngiges RNA-Virus, von dem verschiedene Serotypen bekannt sind. Es ist empfindlich gegenüber Hitze, direkter Sonneneinstrahlung, sauren pH-Werten und Fettlösungsmitteln. Gegenüber Umwelteinflüssen ist es dagegen relativ stabil, in eingetrocknetem Blut kann es bis zu sieben Monate infektiös bleiben. Kälte stabilisiert den Erreger, bei −4 °C kann es bis zu 5 Jahre ansteckend bleiben.
Das EIAV war das erste Retrovirus, bei dem eine mechanische Übertragung durch blutsaugende Insekten nachgewiesen wurde.
Als Desinfektionsmittel eignen sich neben Fettlösungsmitteln stark saure und alkalische Substanzen. Das Friedrich-Loeffler-Institut empfiehlt auch Detergenzien, Halogen-Derivate oder quartäre Ammoniumverbindungen. Formalin und Glutaraldehyd sind wenig wirksam.
Das etwa 8,2 kb Virusgenom ist das kleinste und genetisch am einfachsten aufgebaute von allen bisher bekannten Lentiviren. Neben den Retrovirus-typischen gag-, pol- und env-Genbereichen weist das EIAV-Genom noch drei weitere offene Leserahmen auf, die für die Lentivurs-typischen Tat- und Rev-Proteine kodieren, sowie für ein drittes, S2 genanntes Protein.

## Vorkommen
Das EIA-Virus ist in Deutschland sehr selten. Hauptverbreitungsgebiete sind Nord- und Südamerika, Südafrika und Nordaustralien, das Virus ist jedoch weltweit anzutreffen. Es kann sowohl von infizierten Tieren über gemeinsames Futter oder Tränke übertragen werden, als auch über blutsaugende Insekten (Vektoren).